# Tom a Jerry
Tom a Jerry je americká série animovaných filmů se 161 díly, kterou v roce 1940 pro společnost MGM vytvořili William Hanna a Joseph Barbera. Je zaměřena na dvě postavy – kocoura Toma a myšáka Jerryho. V sérii se také objevuje spousta vedlejších postav, z nichž nejznámější jsou Tomova panička (silnější Afroameričanka) a pes Spike a jeho syn štěně Tyke. Tom a Jerry mezi sebou svádějí věčný boj, ve kterém se Tom snaží chytit Jerryho. Ten ho však vždy přelstí a ukáže mu, že se jen tak chytit nenechá. Jerry také Toma rád provokuje, dělá mu naschvály a připravuje na něj zákeřné pastičky.
Seriál byl mnohokrát kritizován kvůli násilným scénám, rasismu a epizodě, kde Tom a Jerry spáchali sebevraždu (v epizodě č. 103).

## Další postavy
V mnoha dílech se kromě titulních hrdinů objevují ještě další postavy, například dva buldoci – Spike a Tyke (někdy překládáno česky jako Bulda a Bulínek), synovec Jerryho šedý myšák Tuffy, či pouliční černý kocour Butch. Hodně se zde objevuje i jejich majitelka nebo majitel.

## Ocenění
Sedm epizod získalo zlatou sošku za prestižní ocenění Oscar: The Yankee Doodle Mouse 1943, Mouse Trouble 1944, Quiet Please 1945, The Cat Concerto 1947, The Two Mouseketeers 1952 a Johann Mouse 1953. Dalších šest epizod bylo nominováno: Puss Gets the Boot 1940, The Night Before Christmas 1941, Dr. Jekyll and Mr. Mouse 1947, Hatch Up Your Troubles 1949, Jerry's Cousin 1951 a Touché, Pussy Cat! 1954.

## Zajímavosti
V 1. díle Jak kočka dostala padáka, který vznikl 10. února 1940, se ještě kocour a myšák jmenovali Jasper a Jynx. Studio řeklo, že "kočkomyších" seriálů už bylo dost a natáčení chtělo zrušit. Svůj názor ale změnilo, jakmile byl seriál nominován na Oscara. Nominaci sice v sošku neproměnil, ale umožnilo to další natáčení seriálu. William Hanna a Joseph Barbera uznali za vhodné do dalšího dílu změnu jmen hlavních protagonistů a tak vyhlásili soutěž o nové jméno, kterou vyhrál John Carr a jeho odměnou bylo 50 dolarů. 
Dne 1. srpna 1958 se společnost MGM rozhodla uzavřít animační studio a s ním skončila i původní série Toma a Jerryho, a tak se výroba seriálu přestěhovala do Rembrandt Films, které se nacházelo v Praze, tehdejším Československu (psal se rok 1960). Na seriálu se podíleli čeští kreslíři ze studia Bratři v triku. Celkem natočili 13 dílů, které však byly kvůli horší kvalitě animace a zvukových efektů hodnoceny jako méně povedené, úspěšné a oblíbené než původní série. Nominaci na Oscara nezískal žádný ze 13 dílů a jakmile smlouva s Rembrandt Films skončila, výroba seriálu se přestěhovala zpět do zámoří.
Vzniklo několik celovečerních filmů, z nichž první vyšel v roce 1992 pod jménem "Tom a Jerry".
Některým filmovým kritikům se nelíbily scény, ve kterých jde doslova o život. Častokrát se o tom s tvůrci přeli. Fiktivní pořad Itchy & Scratchy Show, který se objevuje v mnoha dílech seriálu Simpsonovi, paroduje zejména takovéto surové scény. 
Ve Van Beuren Studios vznikl kreslený seriál, který se také jmenoval Tom a Jerry, a to v letech 1931–1933, tj. téměř deset let před svým slavnějším jmenovcem. Vypráví o dvou mužích, kteří spolu zažívají veselé příhody. Na tomto seriálu pracoval mimo jiné i Joseph Barbera. V padesátých letech dostaly hlavní postavy nová jména, Dick a Larry, aby se seriál odlišil od příběhů kocoura a myšáka.

## TV seriál
- Tom a Jerry Show (1975, ABC)
- Tom a Jerry Comedy Show (1980, CBS)
- Tom & Jerry Děti (1990–1993, FOX)
- Tom a Jerry Tales (2006–2008, The CW)
- Tom a Jerry Show (2014–2021, Cartoon Network a Boomerang)

## Filmy
- Tom a Jerry ve filmu (1992, Miramax)
- Tom & Jerry (2021, Warner Bros)

## Videohry
- Tom & Jerry: Hunting High and Low (1989, Amiga, Atari ST, Commodore 64, ZX Spectrum, Amstrad CPC)
- Tom & Jerry CAT-astrophe (1990, DOS)
- Tom & Jerry and Tuffy (1991, NES, DOS)
- Tom & Jerry (1992, Game Boy, Game Boy Color)
- Tom and Jerry (1993, SNES)
- Tom and Jerry Frantic Antics! (1994, Mega Drive)
- Tom and Jerry in Fists of Furry (2000, Nintendo 64, Windows)
- Tom and Jerry in War of the Whiskers (2002, PlayStation 2, Xbox, GameCube)
- Tom and Jerry Chase (2019, iOS, Android)